# Justicia ovata
Justicia ovata är en akantusväxtart som först beskrevs av Thomas Walter, och fick sitt nu gällande namn av Gustav Lindau. Justicia ovata ingår i släktet Justicia och familjen akantusväxter. Utöver nominatformen finns också underarten J. o. lanceolata.